# Загужиці-Старі
Загужиці-Старі (пол. Zagórzyce Stare) — село в Польщі, у гміні Міхаловіце Краківського повіту Малопольського воєводства.
Населення — 118 осіб (2011).

## Демографія
Демографічна структура станом на 31 березня 2011 року:
|          | Загалом | Допрацездатний вік | Працездатний вік | Постпрацездатний вік |
| -------- | ------- | ------------------ | ---------------- | -------------------- |
| Чоловіки | 60      | 9                  | 45               | 6                    |
| Жінки    | 58      | 9                  | 35               | 14                   |
| Разом    | 118     | 18                 | 80               | 20                   |